# K–129 (629A tervszámú tengeralattjáró)
A K–129 a Szovjet Haditengerészet 629A tervszámú (NATO-kód szerint Golf–II osztályú) dízel-elektromos hajtású ballisztikusrakéta-hordozó tengeralattjárója volt. A szovjet Csendes-óceáni Flotta kötelékébe tartozó egység egy haditengerészeti gyakorlat során 1968. március 8-án a Hawaii-szigetekhez tartozó Oahu szigettől 1390 km-re északnyugatra a Csendes-óceánon elsüllyedt. A baleset konkrét oka a mai napig ismeretlen.
Az 5000 m-es mélységben fekvő hajót a CIA a Jennifer-projekt keretében a Glomar Explorer-rel, egy direkt erre a célra épített kutatóhajóval akarta kiemelni, hogy megszerezze annak értékes kódkönyveit, berendezéseit és a fedélzeten található, nukleáris töltettel felszerelt három ballisztikus rakétát. A manőver során azonban valószínűleg baleset történt, így csak a tengeralattjáró első része került az amerikaiak kezébe. Az USA hosszú ideig hallgatott a kiemelési kísérletről, és hallgatásra bírta a New York Times egyik, az akció nyomára bukkanó újságíróját is.
Az Egyesült Államokban 2010 februárjában végül nyilvánosságra hoztak egy 1985-ös CIA-összefoglalót a kiemelésről, amivel az USA kormánya elismerte az akciót. Noha továbbra sem tudható pontosan hogy mi került az amerikaiak kezébe, de a részleges kiemelés ténye bebizonyosodott. Kiderült, hogy az akció legnagyobb támogatója Richard Nixon elnök volt és a feladattal Howard Hughes felfedező-milliárdost bízták meg. A kiemelést majdnem leállították a magas költségek miatt, illetve azért, mert tartottak az amerikai–szovjet kapcsolatok komoly megromlásától. Hughes mélytengeri kutatásnak álcázta a munkát, ennek ellenére a szovjet hajók követték a speciális kiemelőhajót. Az amerikaiak tartottak egy esetleges szovjet támadástól, ezért a feladatot végző hajó helikopterleszállóit ládákkal torlaszolták el. Az akció során hat szovjet tengerész holtteste is előkerült a roncsból, akiket az amerikaiak tengeri temetésben részesítettek.

## Lásd még
- Glomar Explorer